# مارک موساشی
مارک موساشی (انگلیسی: Mark Musashi؛ زادهٔ ۲۶ آوریل ۱۹۷۷) بازیگر، و بدل‌کار اهل ژاپن است.